# 켄트 뮤직 리포트
켄트 뮤직 리포트(Kent Music Report)는 음악 팬 데이비드 켄트가 1974년 3월에서 1988년까지 호주의 싱글·정규 음반 판매량을 집계한 주간 레코드 차트다. 1988년 이후로는 오스트레일리아 음반 산업 협회가 허가를 받아 수년간 사용해왔고, 자신들의 차트인, ARIA 차트를 만들었다. 데이비드 켄트는 후에 다양한 호주의 라디오 방송국의 차트 데이터를 이용하여, 1940년에서 1973년까지의 호주 차트를 발표했다.
켄트 뮤직 리포트 이전에는, 《Go-Set》지가 주간 탑 싱글 40을 1966년에서 1970년까지 편찬했다.